# Ты (телесериал)
«Ты» (англ. You) — американский драматический сериал с элементами триллера по мотивам книг Кэролайн Кепнес, разработанный Грегом Берланти и Серой Гэмбл и спродюсированный студией Warner Bros. Television совместно с Alloy Entertainment и A+E Studios A+E Studios. Премьера первого сезона состоялась на канале Lifetime 9 сентября 2018 года.
26 июля 2019 года телеканал Lifetime продлил телесериал на второй сезон. Он вышел 26 декабря 2019 года на Netflix. 14 января 2020 года Netflix продлил сериал на третий сезон.
Премьера третьего сезона состоялась 15 октября 2021 года.
13 октября 2021 года сериал официально продлили на четвёртый сезон. Премьера состоялась 10 февраля 2023 года. 24 ноября 2022 года премьера четвёртого сезона была перенесена на 9 февраля 2023 года. В марте 2023 года Netflix продлил телесериал на пятый сезон, который станет последним.
Премьера последнего пятого сезона сериала состоялась 24 апреля 2025 года на Netflix.

## Сюжет
Первый сезон
Работник книжного магазина Джо Голдберг встречает талантливую начинающую писательницу Гвиневру Бэк. Используя социальные сети, он узнаёт мельчайшие подробности о жизни девушки, чтобы подобраться к ней как можно ближе. Одержимый своей жертвой, он расчётливо продумывает каждый шаг для достижения своей цели — заманить её в ловушку и заставить в него влюбиться. Парень методично устраняет любые препятствия с помощью изощрённых манипуляций и даже убийства. А его пассия вовсе не замечает, кем является на самом деле её молодой человек. Это история о манипуляторе и его жертве, и о том, к чему приводят такие отношения.
Второй сезон
Джо, который теперь представляется Уиллом Беттельгеймом, переезжает из Нью-Йорка в Лос-Анджелес, чтобы забыть прошлое и начать все с чистого листа. Когда он встречает шеф-повара Лав Куинн, то начинает впадать в свои старые паттерны одержимости и насилия. Джо стремится любой ценой избежать участи его прошлых романтических начинаний и наладить отношения с новой любовью в городе ангелов. Тем временем, его бывшая девушка Кэндис Стоун, оказавшаяся живой, строит коварный план по разоблачению тёмной стороны Голдберга.
Третий сезон
Лав и Джо поженились, у них родился сын, и они переехали в богатый пригород Мадрэ Линда. По мере того, как динамика их отношений принимает новый оборот, Джо продолжает повторять цикл одержимости растущим интересом к соседке Натали. На этот раз Лав перевернёт сценарий, чтобы убедиться, что её мечта об идеальной семье не будет так легко сорвана компульсивными действиями Джо.
Четвёртый сезон
Джо, теперь носящий имя Джонотана Мура, спокойно живёт в Лондоне и преподаёт английскую литературу в университете. До этого он пытался выследить Мариэнн по всей Европе. Однако его новая жизнь постепенно разрушается, когда он попадает в общество местной элиты, члены которого один за другим погибают от рук серийного убийцы. Джо приходится вернуться к старым привычкам, когда он подвергается шантажу со стороны убийцы. В то время как Джо пытается вычислить убийцу, стараясь при этом не раскрыть свою настоящую личность, у него возникают чувства к другой женщине — Кейт, которая чем-то на него похожа.

## В ролях

### Основной состав
= Главная роль в сезоне
     = Второстепенная роль в сезоне
     = Гостевая роль в сезоне
     = Не появляется
| Актёр             | Персонаж               | Появление в сезонах | Появление в сезонах | Появление в сезонах | Появление в сезонах | Появление в сезонах | Появление в сезонах |
| Актёр             | Персонаж               | 1                   | 2                   | 3                   | 4                   | 5                   | Эпизоды             |
| ----------------- | ---------------------- | ------------------- | ------------------- | ------------------- | ------------------- | ------------------- | ------------------- |
| Пенн Бэджли       | Джо Голдберг           | 10                  | 10                  | 10                  | 10                  | 10                  | 50                  |
| Элизабет Лэил     | Гвиневра Бэк           | 10                  | 1                   |                     | 1                   | 2                   | 14                  |
| Шей Митчелл       | Пич Сэлинджер          | 6                   |                     |                     |                     |                     | 6                   |
| Лука Падован      | Пако                   | 10                  |                     |                     |                     | 1                   | 11                  |
| Зак Черри         | Итан                   | 10                  |                     |                     |                     |                     | 10                  |
| Эмбир Чайлдерс    | Кэндис Стоун           | 4                   | 10                  |                     |                     |                     | 14                  |
| Виктория Педретти | Лав Куинн              |                     | 10                  | 10                  | 1                   |                     | 21                  |
| Джеймс Скалли     | Форти Куинн            |                     | 10                  | 1                   |                     |                     | 11                  |
| Кармела Сумбадо   | Делайла Элвис          |                     | 10                  |                     |                     |                     | 10                  |
| Дженна Ортега     | Элли Элвис             |                     | 10                  |                     |                     |                     | 10                  |
| Саффрон Берроуз   | Дотти Куинн            |                     | 4                   | 5                   |                     |                     | 9                   |
| Тати Габриэль     | Мариэнн Бэллами        |                     |                     | 7                   | 5                   | 1                   | 13                  |
| Шалита Грант      | Шерри Конрад           |                     |                     | 10                  |                     | 1                   | 11                  |
| Трэвис Ван Винкл  | Кэрри Конрад           |                     |                     | 10                  |                     | 1                   | 11                  |
| Дилан Арнольд     | Тео Энглер             |                     |                     | 9                   |                     |                     | 9                   |
| Шарлотта Ричи     | Кэтрин Гэлвин (Локвуд) |                     |                     |                     | 10                  | 10                  | 20                  |
| Тилли Кипер       | Фиби                   |                     |                     |                     | 10                  | 1                   | 11                  |
| Лукас Гейдж       | Адам                   |                     |                     |                     | 10                  |                     | 10                  |
| Эдвард Спелирс    | Рис Монтроуз           |                     |                     |                     | 10                  |                     | 10                  |
| Эми-Ли Хикмен     | Надиа                  |                     |                     |                     | 10                  | 4                   | 14                  |
| Мэдлин Брюэр      | Луиза Флэннери         |                     |                     |                     |                     | 10                  | 10                  |
| Анна Кэмп         | Мэдисон Локвуд         |                     |                     |                     | 1                   | 9                   | 10                  |
| Анна Кэмп         | Рейган Локвуд          |                     |                     |                     | 1                   | 5                   | 6                   |
| Всего эпизодов    | Всего эпизодов         | 10                  | 10                  | 10                  | 10                  | 10                  | 50                  |

### Второстепенный состав
- Дэниэл Косгроув — Рон
- Кэтрин Галлагер — Анника Атуотер
- Николь Кан — Линн Лизер
- Виктория Картагена — Клаудия
- Марк Блам — Мистер Муни
- Хари Неф — Блайт
- Джон Стэймос — Доктор Ники
- Эдвин Браун — Кэлвин
- Робин Лорд Тейлор — Уилл Беттельгейм
- Мариэль Скотт — Люси Спречер
- Крис Д’Елия — Джошуа «Хендерсон» Бантер
- Чарли Барнетт — Гейб Миранда
- Мелани Филд — Санрайз Даршан Каммингс
- Магда Апанович — Сэнди
- Дэнни Васкес — Дэвид Финчер
- Скотт Спидмен — Мэттью Энглер
- Михаэлла Макманус — Натали Энглер
- Шеннон Чан-Кент — Кики
- Бен Мель — Данте Фергюсон
- Кристофер О’Ши — Эндрю
- Кристофер Шон — Брендон
- Брайан Сафи — Джексон
- Маккензи Эстин — Гил Бригам
- Айелет Зорер — Доктор Чандра
- Маурицио Лара — Поли
- Скотт Майкл Фостер — Райан Гудвин

### Приглашённые актёры
- Лу Тейлор Пуччи — Бенджи
- Рег Роджерс — Профессор Пол Лихи
- Майкл Парк — Эдвин Бэк
- Эмили Бергл — Нэнси Уайтселл
- Майкл Мейзе — Офицер Нико
- Джеррард Лобо — Радж
- Натали Пол — Карен Минти
- Райан Эндес — Росс
- Стивен В. Бэйли — Джаспер Кренн
- Кэти Гриффин — в роли самой себя
- Майкл Рейли Бурк — Рэй Куинн
- Марсия Кросс — Джин Пик
- Дэвид Паладино — Алек Григорян
- Хэвен Эверли — Джиджи
- Эндрю Крир — Майло Варрингтон
- Дэниел Дюрант — Джеймс Кеннеди
- Мэйделин Зима — Рэйчел
- Брук Джонсон — София
- Оливия Раган — Лав Куинн в юности
- Антон Старкман — Форти Куинн в юности
- Джанни Кьярдиелло — подросток Джо (в первом сезоне)
- Эйдан Уоллес — Джо в юности (во втором сезоне)
- Джек Фишер — Джо в юности (в третьем сезоне)

## Обзор сезонов
| Сезон | Серии | Серии | Даты показа     | Даты показа     | Даты показа |
| Сезон | Серии | Серии | Первая серия    | Последняя серия | Канал       |
| ----- | ----- | ----- | --------------- | --------------- | ----------- |
| 1     | 10    | 10    | 9 сентября 2018 | 11 ноября 2018  | Lifetime    |
| 2     | 10    | 10    | 26 декабря 2019 | 26 декабря 2019 | Netflix     |
| 3     | 10    | 10    | 15 октября 2021 | 15 октября 2021 | Netflix     |
| 4     | 10    | 5     | 9 февраля 2023  | 9 февраля 2023  | Netflix     |
| 4     | 10    | 5     | 9 марта 2023    | 9 марта 2023    | Netflix     |
| 5     | 10    | 10    | 24 апреля 2025  | 24 апреля 2025  | Netflix     |

## Эпизоды

### Сезон 1 (2018)
| № общий | № в сезоне | Название                                                             | Режиссёр         | Автор сценария                  | Дата премьеры    | Произв. код | Зрители в США (млн) |
| --- | ---------- | -------------------------------------------------------------------- | ---------------- | ------------------------------- | ---------------- | ----------- | ------------------- |
| 1 | 1          | «Пилот» «Pilot»                                                      | Ли Толанд Кригер | Сера Гэмбл, Грег Берланти       | 9 сентября 2018  | 101         | 0.82                |
| Администратор книжного магазина Джо Голдберг влюбляется в аспирантку Гвиневру Бек. Однако очарование первого знакомства сменяется гнусными событиями.                                                                                               |            |                                                                      |                  |                                 |                  |             |                     |
| 2 | 2          | «Последний милый парень в Нью-Йорке» «The Last Nice Guy In New York» | Ли Толанд Кригер | Сера Гэмбл                      | 16 сентября 2018 | 102         | 0.77                |
| Научный руководитель оказывает Бек неуместные знаки внимания. Бек приглашает Джо на светскую вечеринку Пич. Джо хочет разобраться с Бенджи. |            |                                                                      |                  |                                 |                  |             |                     |
| 3 | 3          | «Возможно» «Maybe»                                                   | Маркос Сига      | Эйприл Блэр                     | 23 сентября 2018 | 103         | 0.57                |
| Бек сомневается в том, что Джо её единственный. В свою очередь Джо пытается доказать девушке, что он именно тот, кто ей нужен, используя при этом свою эрудицию и хитроумные манёвры.                                                               |            |                                                                      |                  |                                 |                  |             |                     |
| 4 | 4          | «Капитан» «The Captain»                                              | Виктория Махони  | Майкл Фоули                     | 30 сентября 2018 | 104         | 0.56                |
| Джо следует за Бек, когда она отправляется из города на свидание с человеком, о котором как-то невзначай упоминала. Джо полон решимости помочь Бек изменить её жизнь к лучшему, но вместо этого привносит в их отношения частичку ужасающей правды. |            |                                                                      |                  |                                 |                  |             |                     |
| 5 | 5          | «Жизнь с врагом» «Living with the Enemy»                             | Марта Каннингэм  | Нил Рейнольдс                   | 7 октября 2018   | 105         | 0.57                |
| Отношения Джо и Бек проверяются на прочность все более навязчивым вниманием со стороны Пич. Джо делает все, что в его силах, чтобы тихо уладить проблему с любопытной и подозрительной подругой Бек.                                                |            |                                                                      |                  |                                 |                  |             |                     |
| 6 | 6          | «Неконтролируемая страсть» «Amour Fou»                               | Маркос Сига      | Адриа Лэнг                      | 14 октября 2018  | 106         | 0.71                |
| Джо следует за Бек в роскошный, но устрашающе отдалённый загородный дом, где лицом к лицу сталкивается с точно таким же одержимым противником, который намерен завладеть её сердцем.                                                                |            |                                                                      |                  |                                 |                  |             |                     |
| 7 | 7          | «Сверхотношения» «Everythingship»                                    | Келли Сайрус     | Аманда Зеттерстрем, Эйприл Блэр | 21 октября 2018  | 107         | 0.62                |
| Джо подставляет своё плечо Бек, переживающей потерю. Неспособный унять беспокойство и ревность, которые он все ещё чувствует, Джо обращается к творчеству, чтобы исследовать свои страхи. Бек начинает подозревать, что за ней следят.              |            |                                                                      |                  |                                 |                  |             |                     |
| 8 | 8          | «Ты раскусила меня, детка» «You Got Me, Babe»                        | Эрин Фили        | Кэролайн Кепнес                 | 28 октября 2018  | 108         | 0.49                |
| Прошло три месяца. У Джо все хорошо, у Бек тоже. Но случайная встреча ставит нынешние отношения Джо под угрозу. |            |                                                                      |                  |                                 |                  |             |                     |
| 9 | 9          | «Кэндис» «Candace»                                                   | Марта Митчелл    | Келли Бреслин, Майкл Фоули      | 4 ноября 2018    | 109         | 0.47                |
| Бек никак не может избавиться от чувства, что с исчезновением бывшей возлюбленной Джо не все так просто. Преисполненная решимости узнать правду, Бек начинает собственное расследование, даже не подозревая, насколько далеко она сможет зайти.     |            |                                                                      |                  |                                 |                  |             |                     |
| 10 | 10         | «Замок Синей Бороды» «'Bluebeard's Castle'»                          | Маркос Сига      | Нил Рейнольдс, Сера Гэмбл       | 11 ноября 2018   | 110         | 0.53                |
| Мало Джо проблем с Пако и Бек — теперь ему предстоит иметь дело с частным детективом. Но скоро все решится, так или иначе. |            |                                                                      |                  |                                 |                  |             |                     |

### Сезон 2 (2019)
| № общий | № в сезоне | Название                                                                 | Режиссёр             | Автор сценария                 | Дата премьеры   |
| --- | ---------- | ------------------------------------------------------------------------ | -------------------- | ------------------------------ | --------------- |
| 11 | 1          | «С чистого листа» «A Fresh Start»                                        | Кевин Родни Салливан | Сера Гэмбл                     | 26 декабря 2019 |
| Джо, который теперь представляется Уиллом, приезжает в его личный ад на земле — Лос-Анджелес. Он пытается исправиться, но прошлое не даёт ему покоя.                      |            |                                                                          |                      |                                |                 |
| 12 | 2          | «Только кончик» «Just the Tip»                                           | Сильвер Три          | Майкл Фоули                    | 26 декабря 2019 |
| Джо понимает, что Уилл Беттельгейм — совсем не тот, за кого себя выдавал. Это может помешать его крепнущей связи с Лав.                                                   |            |                                                                          |                      |                                |                 |
| 13 | 3          | «Для чего нужны друзья?» «What Are Friends For?»                         | Джон Скотт           | Нил Рейнольдс                  | 26 декабря 2019 |
| Джо старается не переходить границу с Лав и не совать нос в дела Элли. Но привычка берёт верх.                                                                            |            |                                                                          |                      |                                |                 |
| 14 | 4          | «Хороший, плохой, Хенди» «The Good, the Bad, & the Hendy»                | Димэйн Дэвис         | Джастин В. Ло                  | 26 декабря 2019 |
| Джо пытается привыкнуть к мысли, что Лав придётся делить с Форти, но совместное свидание застаёт его врасплох. Джо изо всех сил старается защитить Элли.                  |            |                                                                          |                      |                                |                 |
| 15 | 5          | «Желаю тебе хорошо повеселиться, Джо!» «Have a Good Wellkend, Joe!»      | Чери Ноулан          | Аманда Зеттерстрем             | 26 декабря 2019 |
| Лав приглашает Джо в загородный клуб, где он знакомится с её семьёй. Форти приезжает с гостьей, при виде которой Джо становится не по себе.                               |            |                                                                          |                      |                                |                 |
| 16 | 6          | «Прощай, зая» «Farewell, My Bunny»                                       | Мира Менон           | Адриа Лэнг                     | 26 декабря 2019 |
| Джо устраивает слежку, чтобы решить возможную проблему. Но он опасается, что за ним тоже кто-то следит. Лав охватывают болезненные воспоминания.                          |            |                                                                          |                      |                                |                 |
| 17 | 7          | «Разрывоопасное состояние» «Ex-istential Crisis»                         | Шеннон Коли          | Келли Бреслин                  | 26 декабря 2019 |
| Чтобы унять душевную боль, Джо прибегает к старинным средствам и современным технологиям и напивается с Делайлой. Но мелкая оплошность приводит к серьёзным последствиям. |            |                                                                          |                      |                                |                 |
| 18 | 8          | «Страх и ненависть в Беверли-Хиллз» «Fear and Loathing in Beverly Hills» | Гарри Жиержиан       | Кара Ли Кортрон, Джастин В. Ло | 26 декабря 2019 |
| Джо собирается уехать, но Форти хочет закончить сценарий. Напряжение растёт, Форти идёт на крайние меры. Из-за него Джо ужасно проводит ночь.                             |            |                                                                          |                      |                                |                 |
| 19 | 9          | «Детектив Джо» «P.I. Joe»                                                | Сильвер Три          | Майкл Фоули, Майрин Рид        | 26 декабря 2019 |
| Лав присматривает за Элли, которая даёт волю характеру. А Джо пытается восстановить события «кайфового» вечера, но правда ускользает от него.                             |            |                                                                          |                      |                                |                 |
| 20 | 10         | «Реально любовь» «Love, Actually»                                        | Сильвер Три          | Сера Гэмбл, Нил Рейнольдс      | 26 декабря 2019 |
| Джо всегда был полон сюрпризов, но секреты есть и у Лав. Станет ли это началом конца или концом обмана?                                                                   |            |                                                                          |                      |                                |                 |

### Сезон 3 (2021)
| № общий | № в сезоне | Название                                                             | Режиссёр       | Автор сценария                            | Дата премьеры   |
| --- | ---------- | -------------------------------------------------------------------- | -------------- | ----------------------------------------- | --------------- |
| 21 | 1          | «И жили они долго и счастливо» «And They Lived Happily Ever After»   | Сильвер Три    | Сера Гэмбл, Майрин Рид                    | 15 октября 2021 |
| После сюрприза в родильной палате у новоиспечённого отца Джо не получается наладить отношения со своим ребёнком, но получается с кем-то другим.                          |            |                                                                      |                |                                           |                 |
| 22 | 2          | «Я заключил брак с убийцей с топором» «So I Married an Axe Murderer» | Сильвер Три    | Нил Рейнольдс, Келли Бреслин              | 15 октября 2021 |
| Джо и Лав пробуют семейную терапию, но психолог им вряд ли поможет. Ведь они хотят избавиться не только от разногласий.                                                  |            |                                                                      |                |                                           |                 |
| 23 | 3          | «Синдром пропавшей белой женщины» «Missing White Woman Syndrome»     | Джон Скотт     | Джастин В. Ло                             | 15 октября 2021 |
| Интерес СМИ к соседям вызывает у Лав беспокойство. Острая болезнь в семье пробуждает у Джо воспоминания — и нечто большее.                                               |            |                                                                      |                |                                           |                 |
| 24 | 4          | «Возьмитесь за руки в Мадрэ Линда» «Hands Across Madre Linda»        | Джон Скотт     | Майкл Фоули, Хиллари Бенефиель            | 15 октября 2021 |
| Из-за опрометчивого акта возмездия Лав оказывается с Джо в затруднительном положении. Джо ищет новый способ выйти из ситуации, но сделать это не так-то просто.          |            |                                                                      |                |                                           |                 |
| 25 | 5          | «Чем дальше в лес...» «Into the Woods»                               | Сильвер Три    | Аманда Джонсон-Зеттерстрем, Майрин Рид    | 15 октября 2021 |
| Джо без особого желания едет на охоту вместе с другими мужьями, а Лав пытается разобраться в своих быстро развивающихся отношениях с Тэо.                                |            |                                                                      |                |                                           |                 |
| 26 | 6          | «Материнство и бизнес» «W.O.M.B.»                                    | Сильвер Три    | TBA                                       | 15 октября 2021 |
| Мама Лав начинает новое дело, а Лав беспокоится о переменах в собственной жизни. Джо осознаёт нечто важное.                                                              |            |                                                                      |                |                                           |                 |
| 27 | 7          | «Мы все здесь сумасшедшие» «'We're All Mad Here'»                    | Пит Чатмон     | Аманда Джонсон-Зеттерстрем, Джастин В. Ло | 15 октября 2021 |
| Дотти переживает эмоциональное расстройство, а Лав пытается выведать информацию о расследовании Мэттью. Джо изо всех сил пытается сбить с пути бывшего партнёра Мариэнн. |            |                                                                      |                |                                           |                 |
| 28 | 8          | «Благими намерениями...» «Swing and a Miss»                          | Пит Чатмон     | А. Б. Чао, Дилан Коэн                     | 15 октября 2021 |
| Джо пытается принудить Лав сменить образ жизни, но дело быстро принимает опасный оборот. Тэо понимает, насколько одержим Мэттью.                                         |            |                                                                      |                |                                           |                 |
| 29 | 9          | «Тревожные звоночки» «Red Flag»                                      | Саша Александр | Майкл Фоули                               | 15 октября 2021 |
| Лав проводит время с задержавшимися гостями, а Джо решается на отчаянный шаг, чтобы заполучить то, что он хочет.                                                         |            |                                                                      |                |                                           |                 |
| 30 | 10         | «Что такое любовь?» «What Is Love?»                                  | Сильвер Три    | Сера Гэмбл, Нил Рейнольдс                 | 15 октября 2021 |
| В сообществе разлетается новость о недавнем убийстве. Джо мечтает о будущем с Мариэнн — но нет ничего страшнее, чем гнев отвергнутой Лав.                                |            |                                                                      |                |                                           |                 |

### Сезон 4 (2023)
| № общий | № в сезоне | Название                                                                         | Режиссёр         | Автор сценария                                | Дата премьеры  |
| --- | ---------- | -------------------------------------------------------------------------------- | ---------------- | --------------------------------------------- | -------------- |
| 31 | 1          | «Джо уходит в отпуск» «Joe Takes a Holiday»                                      | Джон Скотт       | Сера Гэмбл, Лео Ричардсон                     | 9 февраля 2023 |
| Джо теперь живёт в Лондоне, где пытается затаиться и противостоять старым привычкам… до тех пор, пока не попадает в общество местной элиты.                                                                     |            |                                                                                  |                  |                                               |                |
| 32 | 2          | «Портрет художника» «Portrait of the Artist»                                     | Джон Скотт       | Кара Ли Кортрон, Нил Рейнольдс                | 9 февраля 2023 |
| Джо полагается на свои способности и подсказки студентки, чтобы выследить преследователя. На арт-выставке представлена целая галерея подозреваемых, а также открывается скрытое от глаз.                        |            |                                                                                  |                  |                                               |                |
| 33 | 3          | «Сожри богачей» «Eat the Rich»                                                   | Шамим Сариф      | Джастин В. Ло, Майрин Рид                     | 9 февраля 2023 |
| В то время как всё активнее распространяются новости об убийце богачей, преследователь Джо постепенно приближается к раскрытию его настоящей личности. Попытки Джо защитить Кейт принимают трагический поворот. |            |                                                                                  |                  |                                               |                |
| 34 | 4          | «Хэмпси» «Hampsie»                                                               | Гарри Жиержиан   | Майкл Фоули, Аманда Джонсон-Зеттерстрем       | 9 февраля 2023 |
| Роскошный выезд на выходные в загородный замок увеличивает шансы Джо выследить своего неуловимого преследователя. Без работающей мобильной сети и Wi-Fi Джо делает ключевое наблюдение.                         |            |                                                                                  |                  |                                               |                |
| 35 | 5          | «Лис и гончая» «The Fox and the Hound»                                           | Гарри Жиержиан   | Хиллари Бенефиель, Дилан Коэн                 | 9 февраля 2023 |
| Воспроизводя знакомые паттерны поведения, Джо попадёт в неудачную игру, в то время как планы всех остальных горят синим пламенем.                                                                               |            |                                                                                  |                  |                                               |                |
| 36 | 6          | «Лучшие друзья» «Best of Friends»                                                | Джон Скотт       | Джастин В. Ло, Лео Ричардсон                  | 9 марта 2023   |
| После произошедших убийств Джо ищет козла отпущения, а Рис реализует свои амбиции, в то время как Кейт и Фиби отстаивают свою независимость.                                                                    |            |                                                                                  |                  |                                               |                |
| 37 | 7          | «Хороший человек, жестокий мир» «Good Man, Cruel World»                          | Рейчел Лейтерман | А. Б. Чао, Нил Рейнольдс                      | 9 марта 2023   |
| Ситуация меняется для Джо в лучшую сторону, когда город посещает важная персона с заманчивым предложением. Надиа доверяется своему предчувствию.                                                                |            |                                                                                  |                  |                                               |                |
| 38 | 8          | «Куда ты собираешься, и где ты был?» «Where Are You Going, Where Have You Been?» | Рейчел Лейтерман | Кара Ли Кортрон, Майрин Рид                   | 9 марта 2023   |
| По мере того как постепенно всплывают в памяти события недавнего прошлого, Джо отчаянно пытается вспомнить одну важную деталь. Фиби делится своими сумбурными планами с Кейт. Надиа пытается найти решение.     |            |                                                                                  |                  |                                               |                |
| 39 | 9          | «Её там нет» «'She's Not There'»                                                 | Пенн Бэджли      | Хиллари Бенефиель, Аманда Джонсон-Зеттерстрем | 9 марта 2023   |
| Разрываясь между своей тёмной стороной и благими намерениями, Джо пытается исправить то, что он натворил. После попытки помочь Фиби Кейт сталкивается со своим отцом и горькими истинами.                       |            |                                                                                  |                  |                                               |                |
| 40 | 10         | «Смерть Джонатана Мура» «The Death of Jonathan Moore»                            | Гарри Жиержиан   | Майкл Фоули, Сера Гэмбл                       | 9 марта 2023   |
| С мыслями о любви и тяжёлой потере Джо совершает свой последний поступок в надежде никогда больше не вернуться на прежний путь.                                                                                 |            |                                                                                  |                  |                                               |                |

### Сезон 5 (2025)
| № общий | № в сезоне | Название                                                    | Режиссёр         | Автор сценария                   | Дата премьеры  |
| ------- | ---------- | ----------------------------------------------------------- | ---------------- | -------------------------------- | -------------- |
| 41      | 1          | «Самый везучий парень в Нью-Йорке» «The Luckiest Guy in NY» | Маркос Сьега     | Майкл Фоули, Хиллари Бенефиель   | 24 апреля 2025 |
| 42      | 2          | «Кровь будет иметь кровь» «Blood Will Have Blood»           | Маркос Сьега     | Джастин В. Ло, Келли Бреслин     | 24 апреля 2025 |
| 43      | 3          | «Синдром самозванца» «Impostor Syndrome»                    | Пит Чатмон       | Нил Рейнольдс, Марен Калдвелл    | 24 апреля 2025 |
| 44      | 4          | «Моя прекрасная Мэдди» «My Fair Maddie»                     | Со Йонг Ким      | Дилан Коэн, Кара Ли Кортрон      | 24 апреля 2025 |
| 45      | 5          | «Последний танец» «Last Dance»                              | Мэгги Кэрри      | Аманда Джонсон-Зеттерстрем       | 24 апреля 2025 |
| 46      | 6          | «Темный лик любви» «The Dark Face of Love»                  | Гэби Диллэл      | Хиллари Бенефиель                | 24 апреля 2025 |
| 47      | 7          | «#ДжоГолдберг» «#JoeGoldberg»                               | Эрика Дантон     | Лео Ричардсон                    | 24 апреля 2025 |
| 48      | 8          | «Безумие для двоих» «Folie a Deux»                          | Шерил Дунье      | Келли Бреслин                    | 24 апреля 2025 |
| 49      | 9          | «Испытание фурий» «Trial of the Furies»                     | Маркос Сьега     | Хиллари Бенефиель, Джастин В. Ло | 24 апреля 2025 |
| 50      | 10         | «Финал» «Finale»                                            | Ли Толанд Кригер | Майкл Фоули, Нил Рейнольдс       | 24 апреля 2025 |